# Birken (Schlackenreuth)
Birken ist eine Wüstung auf dem Gemeindegebiet des Marktes Presseck im Landkreis Kulmbach (Oberfranken, Bayern).

## Geografie
Die Einöde lag auf einer Höhe von 640 m ü. NHN am Hang einer bewaldeten Anhöhe des Frankenwaldes.

## Geschichte
Gegen Ende des 18. Jahrhunderts bestand Birken aus zwei Anwesen (1 Gut, 1 Haus). Das Hochgericht sowie die Grundherrschaft übte die Herrschaft Wildenstein aus.
Mit einem Gemeindeedikt wurde Birken dem 1808 gebildeten Steuerdistrikt Enchenreuth zugewiesen. Mit dem Gemeindeedikt von 1818 wurde ein Anwesen des Weilers der neu gegründeten Ruralgemeinde Schlackenreuth zugewiesen. 1928 galt der Ort als abgebrochen.

### Einwohnerentwicklung
| Jahr      | 001818 | 001819 | 001861 | 001871 | 001885 | 001900 | 001925 |
| Einwohner |        | 38 *   | 9      | 5      | 4      | 9      | †      |
| Häuser    | 5 *    |        |        |        | 1      | 1      | †      |
| Quelle    | [ 3 ]  | [ 6 ]  | [ 7 ]  | [ 8 ]  | [ 9 ]  | [ 10 ] | [ 4 ]  |

## Religion
Birken war katholisch geprägt und ursprünglich nach St. Bartholomäus (Wartenfels) gepfarrt, ab Mitte des 19. Jahrhunderts war die Pfarrei St. Jakobus der Ältere (Enchenreuth) zuständig.